# Madenka
Madenka (georgiska: მადენკა) är ett vattendrag i Georgien. Det ligger i regionen Abchazien, i den nordvästra delen av landet, 400 km nordväst om huvudstaden Tbilisi.